# 绿花梅花草
绿花梅花草（学名：Parnassia viridiflora）为卫矛科梅花草属下的一个种。

## 扩展阅读
- 維基物種上的相關：绿花梅花草